# سبرينغفيلد (عائلة سمبسون)
سبرينغفيلد،هي مدينة وهمية أين تدور الرسوم المتحركة عائلة سيمبسون. مدينة متوسطة الحجم تقع في الولايات المتحدة. هو كون حقيقي كامل حيث يجب أن تواجه كل فرد مغامرات المجتمع الحديث. جغرافية هذه المدينة والمناطق المحيطة متغيرة: فتتكيف مع الإجراءات والمغامرات في كل حلقة. لا يمكن تحديد موقعه، والسلسلة لا تزال مراوغة على هذا الموضوع من خلال توفير معلومات متضاربة بشأن الحلقات.

## أعلام
- هومر سيمبسون
- بارت سيمبسون
- ذا سيمبسونز: الاصطدام والهروب